# الکساندر استرن
الکساندر استرن (استونیایی: Aleksander Stern؛ زادهٔ ۶ ژانویهٔ ۱۹۴۸) پزشک، سیاستمدار و نماینده سابق مجلس اهل استونی است.